# Кирха Святого Иосифа (Калининград)
Кирха Святого Иосифа в Понарте (нем. Josephkirche in Ponarth) — бывший храм в промышленно-рабочем районе Кёнигсберга — Понарте.
К 1930-м годам на южной окраине Кёнигсберга сформировался большой промышленный район, где проживали в основном представители рабочего класса. В Понарте была евангелическая церковь, а католического храма не было. Поэтому в 1931 году был заложен костёл на улице Бранденбургской (Branderburgerstrasse). В 1932 году церковь была освящена. Здание имело весьма простые формы.
После войны здание было сильно видоизменено и превращено сначала в клуб железнодорожников, потом в актовый зал ПТУ, а позднее в жилой дом.

## Адрес
Г. Калининград, ул. Маршала Новикова, 14 (нем. Branderburgerstrasse).